# Gałęzewice
Gałęzewice [pronunciación en polaco: /ɡawɛ̃zɛˈvit͡sɛ/] es un pueblo en el distrito administrativo de Gmina Kołaczkowo, dentro del condado de Września, Voivodato de la Gran Polonia, en el centro-oeste de Polonia. Se encuentra a unos 9 kilómetros al noreste de Kołaczkowo, 14 kilómetros al sureste de Września, y 59 kilómetros al este de la capital regional Poznań.